# Mūḩsin Muḩammadiev
Mūḩsin Muslimovič Muḩammadiev (in tagico Мӯҳсин Муслимович Муҳаммадиев?, in russo Мухсин Муслимович Мухамадиев?, Muchsin Muslimovič Muchamadiev; Dušanbe, 21 ottobre 1966) è un allenatore di calcio ed ex calciatore tagiko naturalizzato russo, di ruolo attaccante.

## Statistiche

### Cronologia presenze e reti in nazionale
| Cronologia completa delle presenze e delle reti in nazionale ― Russia | Cronologia completa delle presenze e delle reti in nazionale ― Russia | Cronologia completa delle presenze e delle reti in nazionale ― Russia | Cronologia completa delle presenze e delle reti in nazionale ― Russia | Cronologia completa delle presenze e delle reti in nazionale ― Russia | Cronologia completa delle presenze e delle reti in nazionale ― Russia | Cronologia completa delle presenze e delle reti in nazionale ― Russia | Cronologia completa delle presenze e delle reti in nazionale ― Russia |
| Data                                                                  | Città                                                                 | In casa                                                               | Risultato                                                             | Ospiti                                                                | Competizione                                                          | Reti                                                                  | Note                                                                  |
| --------------------------------------------------------------------- | --------------------------------------------------------------------- | --------------------------------------------------------------------- | --------------------------------------------------------------------- | --------------------------------------------------------------------- | --------------------------------------------------------------------- | --------------------------------------------------------------------- | --------------------------------------------------------------------- |
| 06/05/1995                                                            | Mosca                                                                 | Russia                                                                | 3 – 0                                                                 | Fær Øer                                                               | Qual. Euro 1996                                                       | 1                                                                     |                                                                       |
| Totale                                                                |                                                                       | Presenze                                                              | 1                                                                     |                                                                       | Reti                                                                  | 0                                                                     |                                                                       |

## Palmarès

### Club

#### Competizioni nazionali
- Campionato tagiko: 1

Pamir Dušanbe: 1992
- Coppa del Tagikistan: 1

Pamir Dušanbe: 1992
- Campionato russo: 1

Spartak Mosca: 1994

#### Competizioni internazionali
- Coppa dei Campioni della CSI: 2

Spartak Mosca: 1994, 1995

### Allenatore

#### Competizioni nazionali
- Vtoroj divizion: 1

Vitjaz' Podol'sk: 2007
- Kubok PFL: 1

Vitjaz' Podol'sk: 2007